# The Colony
The Colony é uma cidade localizada no estado norte-americano de Texas, no Condado de Denton.

## Demografia
Segundo o censo norte-americano de 2000, a sua população era de 26.531 habitantes.
Em 2006, foi estimada uma população de 40.206, um aumento de 13675 (51.5%).

## Geografia
De acordo com o United States Census Bureau tem uma área de
40,8 km², dos quais 35,4 km² cobertos por terra e 5,4 km² cobertos por água.

## Localidades na vizinhança
O diagrama seguinte representa as localidades num raio de 12 km ao redor de The Colony.